# Песня о встречном
«Песня о встречном» («Нас утро встречает прохладой…») — советская массовая песня, созданная композитором Д. Д. Шостаковичем на слова поэта Б. П. Корнилова. Впервые прозвучала в фильме «Встречный» режиссёров Ф. М. Эрмлера, С. И. Юткевича и Л. О. Арнштама, вышедшего на экраны в 1932 году. В фильме песня звучит в исполнении хора и большого симфонического оркестра, а её мелодия является музыкальным лейтмотивом картины. Песня стала одной из первых советских массовых песен, сохранивших устойчивую популярность и принесла всесоюзную известность её авторам.
Первый куплет и припев:
Нас утро встречает прохладой,
Нас ветром встречает река.
Кудрявая, что ж ты не рада
Весёлому пенью гудка?
Не спи, вставай, кудрявая!
В цехах звеня,
Страна встаёт со славою
На встречу дня.

## История

### Создание
Как отмечает музыковед С. М. Хентова, один из ведущих исследователей жизни и творчества Д. Д. Шостаковича, обращение композитора к киномузыке, в целом, отражает его склонность запечатлеть музыкальными средствами те свои характерные качества, которые во многом соответствуют эстетике кинематографа. К ним музыковед, в частности, относит: «динамизм контрастов, аналитическая драматургия, щемящий, чаплинского рода комизм, свободная импровизационность». Шостаковича называют одним из первых советских композиторов обратившихся к кинематографу, а с появлением звукового кино он становится одним из ведущих создателей киномузыки и в общей сложности он написал музыку к 34 картинам. В 1950 году он писал: «На своём опыте я убедился, что работа в кино — огромное поле деятельности для композитора». Композитор относил музыку к фильмам «Златые горы» и «Встречный», к важнейшим в своей «кинобиографии», по поводу чего заметил: «В моей киножизни было несколько переломных эпизодов. В 1931 году я написал музыку для двух фильмов: „Златые горы“ и „Встречный“. Это были уже настоящие советские звуковые фильмы (я подчёркиваю „советские“, имея в виду их тематику и идейную направленность), и поэтому я считаю работу над ними важной для себя».
Предложение о создании музыки к фильму «Встречный» поступило от ленинградского режиссёра Ф. Эрмлера осенью 1932 года. Картина была запланирована авторами к пятнадцатой годовщине Октябрьской революции. Фильм был посвящён трудовым свершениям ленинградских рабочих, несмотря на трудности выполнивших встречный план. Этот элемент планового хозяйства, к которому отсылает название фильма и песни, предусматривал более высокие показатели и более короткие сроки выполнения государственных заданий, чем это установлено вышестоящими планирующими организациями. Лозунги призывающие к выполнению таких планов («Даёшь встречный промфинплан!») были очень распространены и актуальны для советской действительности времён индустриализации и первых пятилеток. Важное место в картине должны были занять различные «производственные» звуковые эффекты, имитирующие заводские шумы, и музыкальное сопровождение в целом.
Один из режиссёров и сценаристов фильма Л. О. Арнштам, отмечал, что выбор композитором именно Шостаковича, несмотря на его молодость, был вызван несколькими факторами. К ним он относил то, что постановщики работали с ним над фильмом «Златые горы», для которого он сочинил «великолепную музыку»; к тому моменту он был уже известным композитором, создавшим ряд значительных произведений: «И наконец, в-третьих, не только Шостакович, но и все мы тогда были „неприлично“ молоды! Двадцать пять лет — это средний возраст всей нашей постановочной группы…» С учётом того, что на съёмки было отведено только два с половиной месяца (создатели фильма даже заключили договор о социалистическом соревновании с рабочими завода), метод работы Шостаковича над фильмом был вызван ударными сроками съёмки. Композитор присутствовал на съёмочной площадке, наблюдая за ходом постановки или просматривал полученный результат непосредственно после съёмок, сразу же сочиняя музыку — в подобных случаях обычно возникала музыка, иллюстрирующая ход действия. Так, просмотрев сцену «белая ночь», в которой на набережной появляется группа велосипедистов, Шостакович спросил Юткевича, на какой секунде они возникают в ленте, и после этого уточнения включил в партитуру звуки, имитирующие велосипедные звонки. Как отмечает Хентова, чаще музыка всё-таки создавалась параллельно съёмкам картины и по сценарию, на основе которого Шостакович следовал своим собственным художественным представлениям создавая «обобщённые звуковые картины с самостоятельной смысловой функцией». В отношении песни было заранее решено, что она должна быть посвящена рабочей тематике, а также быть подражательной, имеющей в своей основе фольклорно-бытовую стилизацию. Она получила рабочее название «Утренняя песня», сразу было решено, что это должна была быть песня хорового склада. Песня должна была прозвучать с начальных титров фильма, становясь его лейтмотивом. По словам Хентовой, она была призвана выполнять роль своеобразного «конденсатора драматургии». По предложению А. И. Пиотровского, было решено заказать стихи молодому поэту Борису Корнилову, который по воспоминаниям очевидцев, сочинял их на студии сразу, с ходу. Слова песни неоднократно переделывались, так их сильно критиковал Пиотровский. Некоторые рабочие варианты песни сохранились. Так, в архиве Шостаковича, имеется такой недописанный отрывок:
Если каждый делу предан,

Если все вперёд идём,

Песню радостной победы

Мы по миру разнесём.

Только с сердцем песню эту

Можно вырвать у меня.

Песня эта будет спета…
В другом варианте после слов «Нас ветром встречает река» следуют стихи «И вижу — ты пению рада / Семичасового гудка…»

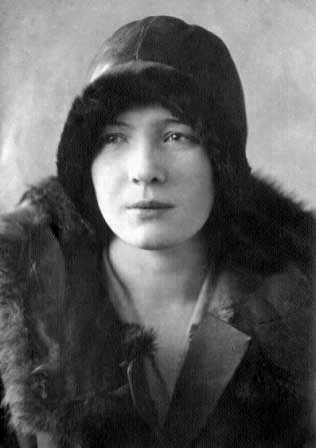
Ольга Берггольц в 1930 году

В 1975 году поэт М. Дудин писал о ставших известными стихах «Не спи, вставай, кудрявая», что Корнилов посвятил их своей жене поэтессе О. Берггольц, несмотря на то, что «она никогда не завивала свои прекрасные, золотые, тяжёлые, как немолоченый сноп пшеницы, волосы».
В 1977 году Юткевич вспоминал, что Шостакович «…угадал песню сразу, он не предлагал варианты, он принял и сыграл её целиком — ту единственную, которая и была нам нужна». По мнению Хентовой, это утверждение не соответствует действительности, и она приводит в качестве аргумента того, что песня долго не давалась композитору, многочисленные сохранившиеся её эскизы, с различными вариантами мелодии. По воспоминаниям Л. С. Любашевского, «быстрый юноша в очках приходил, садился за рояль и играл. Арнштам — музыкант, Эрмлер — душевно музыкант. Юткевич понимает во всех искусствах, я скромнейше помалкивал. А юноша за роялем покорно слушался и приносил новую и новую мелодию…» Черновики музыки к фильму, в том числе и песни (с различными вариантами стихов), частично сохранились, они насчитывают 22 листа нотных записей различных сцен и эпизодов, по которым можно частично проследить ход композиторской работы. Для запева песни автор музыки написал более десяти вариантов, причём ладовое наклонение, ритмические опоры, собственно весь тип мелодии прослеживается уже в первых трёх записях. По наблюдению Хентовой, интонационный строй мелодии восходит к фольклорным источникам русских народных напевов лирического плана, которые Шостакович изучал в период обучения в консерватории. Музыковед А. Н. Сохор полагал, что в музыке фильма прослеживается влияние песенных мелодий Н. А. Римского-Корсакова, в частности, из опер «Сказка о царе Салтане» и «Золотой петушок». В некоторых интервальных оборотах песни можно усмотреть отдалённое сходство с мелодиями А. Н. Вертинского и А. Н. Чернявского (настоящая фамилия Цимбал), которые в детстве мог слышать Шостакович. В этой связи может быть названа популярная песня Вертинского «Три пажа» (на слова Тэффи).
Оптимистический фильм на производственную тематику диктовал характер песни, в которой композитор добивался в мелодике «тонов упругих, весёлых, солнечных, лёгких»: «Песня должна была рождать чувство ликующей радости — утренняя песнь пробуждения. Песня поколения. Песня о великом времени». В фильме песня звучит в исполнении хора и большого симфонического оркестра. Композитор одним из первых применил в фильме различные звуковые эффекты, призванные показать музыкальными средствами то, что в нём происходит. С этой целью он применил различные звукоизобразительные средства: шумы, «волны Мартено», стук машин, заводские гудки, свистки и т. д.. В каталоге сочинений композитора музыка к фильму получила номер Op. 33 (местонахождение автографа неизвестно). Впервые песня была напечатана в 1933 году, когда она вышла отдельным изданием. Фильм вышел на экран 7 ноября 1932 года и пользовался успехом у зрителей, чему в немалой степени способствовала музыка.

### Обвинения в плагиате
После того как песня получила всесоюзную известность, прозвучали обвинения, что Шостакович позаимствовал мелодию у композитора А. Н. Чернявского из его песенного сборника, изданного ещё в 1895 году. Этот факт получил значительную огласку в музыкальных кругах, и в связи с этим разразился скандал. Спорный вопрос дошёл до того, что обстоятельства этого дела пришлось рассматривать другим музыкантам. По воспоминаниям композитора А. А. Ашкенази, Чернявский пришёл к нему и показал свой песенный сборник, из которого, по его мнению, была взята мелодия, на которой основана «Песня о встречном». В связи с этим обвинением была сформирована комиссия во главе с М. О. Штейнбергом, которая установила тематическую близость обеих песен. По словам Ашкенази, «чтобы выручить Шостаковича», была создана новая комиссия, в которую вошли А. М. Житомирский, М. М. Чернов, Р. И. Мервольф, П. Б. Рязанов, председателем которой был назначен М. А. Юдин. После большого количества споров, чтобы как-то урегулировать ситуацию, Ашкенази удалось уговорить Чернявского переговорить с Шостаковичем у него дома, где последний признал, что «сходство есть, так получилось». После этого признания Чернявский сказал, что хотел бы получить денежное вознаграждение, но Шостакович возразил, что если произойдёт такой прецедент, то может появиться много других претендентов на авторство. После этих слов Чернявский ушёл не простившись и на улице неожиданно сказал Ашкенази: «— Знаете, Шостакович произвёл на меня такое хорошее впечатление, что я намерен это дело прекратить». Хентова приводит эпизод с разбирательством несколько иначе, опуская встречу Шостаковича и Чернявского. По её мнению, рассмотрение возможной идентичности мелодии песен закончилось тем, что Чернявский отказался от своих претензий. Тот же автор указывает, что в данном случае, само по себе внешнее сходство мелодики не может свидетельствовать о плагиате, а эта история подтверждает то, что в музыке: сами по себе элементы стилистического или даже интонационного сходства вовсе не свидетельствуют о сходстве образа, настроения, самого смысла произведения. Она считает, что Шостакович создал совершенно оригинальное, своеобразное произведение, несмотря на то, что некоторые элементы песни написаны с опорой на привычную мелодику. По мнению биографа Кшиштофа Мейера, несмотря на то, что в конечном итоге спор разрешился полюбовно, вопрос об авторстве так и остался не выясненным до конца.

### Приём и критика
После успеха фильма и песни у зрителей, она часто звучала по радио и её запись была выпущена на грампластинке, что считается одним из первых таких примеров распространения советской массовой песни. «Песня о встречном» стала предметом обсуждения на различных дискуссиях, где звучала и её критика, так как некоторые считали её простоту примитивизацией, уступкой непритязательным вкусам широкой публики.
Как заметил Л. О. Арнштам, одной из несомненных удач этого фильма является песня, которую в 1930-х годах распевали «миллионы трудящихся Советского союза». Он отметил, что этот успех был не случаен, так как авторы картины целенаправленно ставили перед собой задачу, ориентированную на будущую широкую популярность песни: «Музыка её очень прозрачная и очень „изящная“. Слова, к сожалению, хуже музыки. Сейчас эту песенку многие ругают. Думаю, что несправедливо. Поют же её как вследствие её достоинств, так и вследствие её недостатков. Во всяком случае она несравненно культурнее и талантливее многих „Кирпичиков“». Мейер отмечая, что после премьеры фильма песня быстро получила невероятную популярность писал: «Исполняемая в сопровождении фортепиано, она оказывается скромной, приятной мелодией, в фильме же звучит её помпезный вариант для хора и большого симфонического оркестра». Сам композитор, также считал эту песню своей творческой удачей, отмечая, что она стала «первой ласточкой среди советских кинопесен, слетевших с экрана в народ». В 1937 году он говорил, что жанр песни даётся ему с большим трудом и единственной удачной работой в этой области он считает именно «Песню о встречном». В 1950 году композитор писал, что песню подхватили и запели, не только в СССР, но и по всему миру:
Теперь она уже перелетела далеко: за океаном она стала гимном прогрессивных людей, а в Швейцарии, например, — свадебной песней. В конце концов эта мелодия потеряла автора, и это тот случай, которым автор может гордиться. Судьба песенки из „Встречного“ в своё время многое подсказала мне: она навела на мысль, что созданная как единое целое с фильмом музыка не должна терять своей самостоятельной ценности, будучи отделённой от него.
Ольга Берггольц позже вспоминала про стихи своего мужа: «Одна его песня все эти годы бродила по свету — она жила, радовала людей — старых и молодых, звала их упрямо и весело, строго и легко». Несмотря на известность Корнилова в первой половине 1930-х годов, а также значительный успех песни, 27 ноября 1937 года поэт был арестован по обвинению в участии в антисоветской, троцкистской организации и 20 февраля 1938 года расстрелян. После этого песни на стихи Корнилова исполнялись и печатались с указанием — «слова народные». Поэт был посмертно реабилитирован 5 января 1957 года «за отсутствием состава преступления».
В своём творчестве Шостакович ещё несколько раз обращался к музыке песни, процитировав её позже в других произведениях (музыка к фильму «Мичурин», оперетта «Москва, Черёмушки», неоконченная опера «Большая молния»). Несколько позже песня стала образцом для композиторов работающих в жанре массовой советской песни. Так, И. О. Дунаевский, один из признанных мастеров этого песенного направления, заметил по её поводу: «Это подлинно массовая песня, несущая в себе кульминацию идеи фильма, занимающая прочное и почётное место в арсенале того духовного оружия, которым так богата наша страна». Также Дунаевский, который сделал обработку этой песни для смешанного хора, обращал внимание на то, что в советском кинематографе массовая песня получила распространение с этой песни Шостаковича. По его мнению именно с неё: «Начинается процесс бурного и успешного развития советской массовой песни, нашедшей в киноискусстве своего мощного пропагандиста». В музыковедении отмечалось, некоторое сходство мелодий «Встречного» и «Песни о весёлом ветре» Дунаевского из фильма «Дети капитана Гранта». Так, А. Н. Сохор видел их мелодическое сходство не только «в особенной лёгкости движения и прозрачности колорита», но и «в отдельных ключевых мелодических оборотах». В качестве обоснования этой точки зрения, приводится сопоставление соответственно первых и предпоследних музыкальных фраз обеих этих песен. Л. В. Данилевич обращал внимание на то, что «Песня о встречном» некоторыми чертами предвосхитила песенное творчество Дунаевского, к чему он относил: «бодрость, звонкость, сугубая мажорность звучания, опора на интонации городского фольклора». Опыт создания «Песни о встречном» повлиял на песни многих советских композиторов: Матвея Блантера, братьев Дмитрия и Даниила Покрасс, Юрия Милютина, Василия Соловьёва-Седого. Советский поэт Евгений Долматовский в 1966 году писал, что эту песню, применительно к периоду первых пятилеток, можно смело назвать «музыкальным образцом целой эпохи». В 1933—1934 годах фильм «Встречный» был показан в Чехословакии, Польше, США, Японии и считается, что первое международное признание (ещё до оперы «Леди Макбет Мценского уезда») Шостаковича пришло именно посредством кинематографа. В 1930-е годы и в период Второй мировой войны песня получила распространение среди социалистических и рабочих кругов, исполнялась в различных вариантах и на разных языках.
В 1942 году эта песня с английским текстом и в аранжировке известного композитора Гарольда Рома была издана в США под названием «Объединённые нации на марше» и прозвучала в фильме-мюзикле 1943 года «Тысяча приветствий» (Thousands Cheer) в исполнении певицы Кэтлин Грейсон и большого хора и оркестра. В июле 1945 года была исполнена в Сан-Франциско как гимн при создании ООН. В 1997 году в Санкт-Петербурге была учреждена всероссийская ежегодная премия «На встречу дня!» имени Бориса Корнилова, с целью увековечивания памяти о поэте. В 1999 году присуждение премии было приостановлено, а в 2008 году по согласованию с Министерством культуры РФ и Союзом писателей России она была восстановлена в новом формате.
По мнению Хентовой, создав музыку к этому фильму композитор сделал новый шаг по сравнению с предыдущими своими киноработами. В этой картине впервые в советском кинематографе прозвучала масштабная, оперного типа увертюра, а её музыкальным лейтмотивом стала массовая «Песня о встречном». Главная музыкальная тема фильма играет роль характеристики персонажей, действия и варьируется в зависимости от происходящего на экране. Так, этот запоминающийся лейтмотив «звучит в медном духовом составе бодро и весело, когда завод верит в выполнение плана; он звучит элегически в верхних регистрах скрипок и флейт, когда работа задерживается…» Авторы «Истории советского кино» заметили, что начиная с 1930-х годов музыка Шостаковича в кинематографе становится подлинным «документом эпохи, позволяющим точно датировать время действия». С такой точкой зрения видимо был согласен и сам композитор, который относил этот фильм к этапным в своей кинобиографии.